# Ievguenia Kondrachkina
Ievguenia Olegovna Kondrachkina (en russe : Евгения Олеговна Кондрашкина) est une joueuse de volley-ball russe née le 1er juillet 1990 à Novokouznetsk. Elle mesure 1,77 m et joue au poste de libero. 

## Clubs
| Club                 | De        | À         |
| -------------------- | --------- | --------- |
| Stroitel Krasnoïarsk | 2007-2008 | 2008-2009 |
| Omitchka Omsk        | 2009-2010 | 2010-2011 |
| Iounost Krasnoïarsk  | 2011-2012 | 2011-2012 |
| Ienisseï Krasnoïarsk | 2012-2013 | …         |

## Palmarès
- Coupe de Russie
  - Finaliste : 2017.